# Future Primitive
Future Primitive é o quinto álbum de estúdio da banda australiana de rock alternativo, The Vines. Ele foi lançado em 3 de junho de 2011.

## Contexto
A maioria do álbum foi gravado nos Estúdios 301 em Sydney, Austrália, durante fevereiro e março de 2010 com o produtor Christopher Colonna de The Bumblebeez. Gravações adicionais e produção ocorreram ao longo de todo o ano anterior (2010–início de 2011), enquanto a banda mostrava o álbum para potenciais gravadoras. Como eles estavam sem uma gravadora na hora de das sessões de gravação, tiveram que pagar por conta própria. A banda assinou com a Sony Music Australia para o lançamento.
Faixa principal "Gimme Love" é a faixa de abertura do filme de comédia inglês The Inbetweeners Movie.
"Black Dragon" e "Goodbye" foram usadas na abertura de Borderlands: The Pre-Sequel.

## Recepção crítica
Recebeu uma avaliação 3.5 numa escala até 5 do AllMusic.

## Lista de faixas
| N.º | Título                 | Duração |  |
| 1.  | "Gimme Love"           | 1:52    |  |
| 2.  | "Leave Me In the Dark" | 1:59    |  |
| 3.  | "Candy Flippin' Girl"  | 2:32    |  |
| 4.  | "A.S.4"                | 3:20    |  |
| 5.  | "Weird Animals"        | 2:01    |  |
| 6.  | "Cry"                  | 2:36    |  |
| 7.  | "Future Primitive"     | 1:54    |  |
| 8.  | "Riverview Avenue"     | 2:03    |  |
| 9.  | "Black Dragon"         | 3:29    |  |
| 10. | "All That You Do"      | 3:33    |  |
| 11. | "Outro"                | 3:47    |  |
| 12. | "Goodbye"              | 2:14    |  |
| 13. | "S.T.W."               | 2:19    |  |

## Pessoal
The Vines
- Craig Nicholls – voz, guitarra
- Ryan Griffiths – guitarra, vocal de apoio
- Hamish Rosser – bateria, percussão
- Brad Heald – baixo, vocal de apoio

Pessoal adicional
- Christopher Colonna – gravação, produção, mixagem
- Mike Morgan – engenheiro
- Julien Delfaud – mixagem no Motorbass Studio, Paris, França
- Jono Ma – programação extra
- Leif Podhajsky – arte de capas de álbum
- Cibele Malinowski – fotografia